# Werner Bochmann
Werner Bochmann, född 17 maj 1900 i Meerane, Kungariket Sachsen, Kejsardömet Tyskland, död 3 juni 1993 i Schliersee, Bayern, Tyskland, var en tysk kompositör av populärmusik, filmmusik, opera och ballet. Bochmann associeras främst med sin filmmusik för bolaget UFA där han var anställd från 1933. Han skrev musiken till över 100 filmer fram till 1960-talet, omfattandes det mesta från komedifilmer till propagandistiska filmer. En av hans mer berömda melodier är "Heimat, deine Sterne", ursprungligen från filmen Quax, alla tiders flygare.

## Filmmusik, urval
- 1934 – Inom tjugofyra timmar
- 1935 – April, April!
- 1938 – Flickan från i natt
- 1939 – Det hänger i luften
- 1940 – Önskekonserten
- 1941 – Axel tar chansen!
- 1941 – Magdalena kollrar bort chefen
- 1942 – Quax, alla tiders flygare
- 1943 – Johann
- 1943 – Storstadsmelodi
- 1944 – Skolans skräck